# Pedro Gabe
Pedro (Peter) Gabe, auch Pedro Gabe de Massarellos, (* 26. Januar 1778 in Massarelos; † 12. Mai 1831 in Paris) war ein Kaufmann, Schriftsteller und Diplomat.

## Leben und Wirken

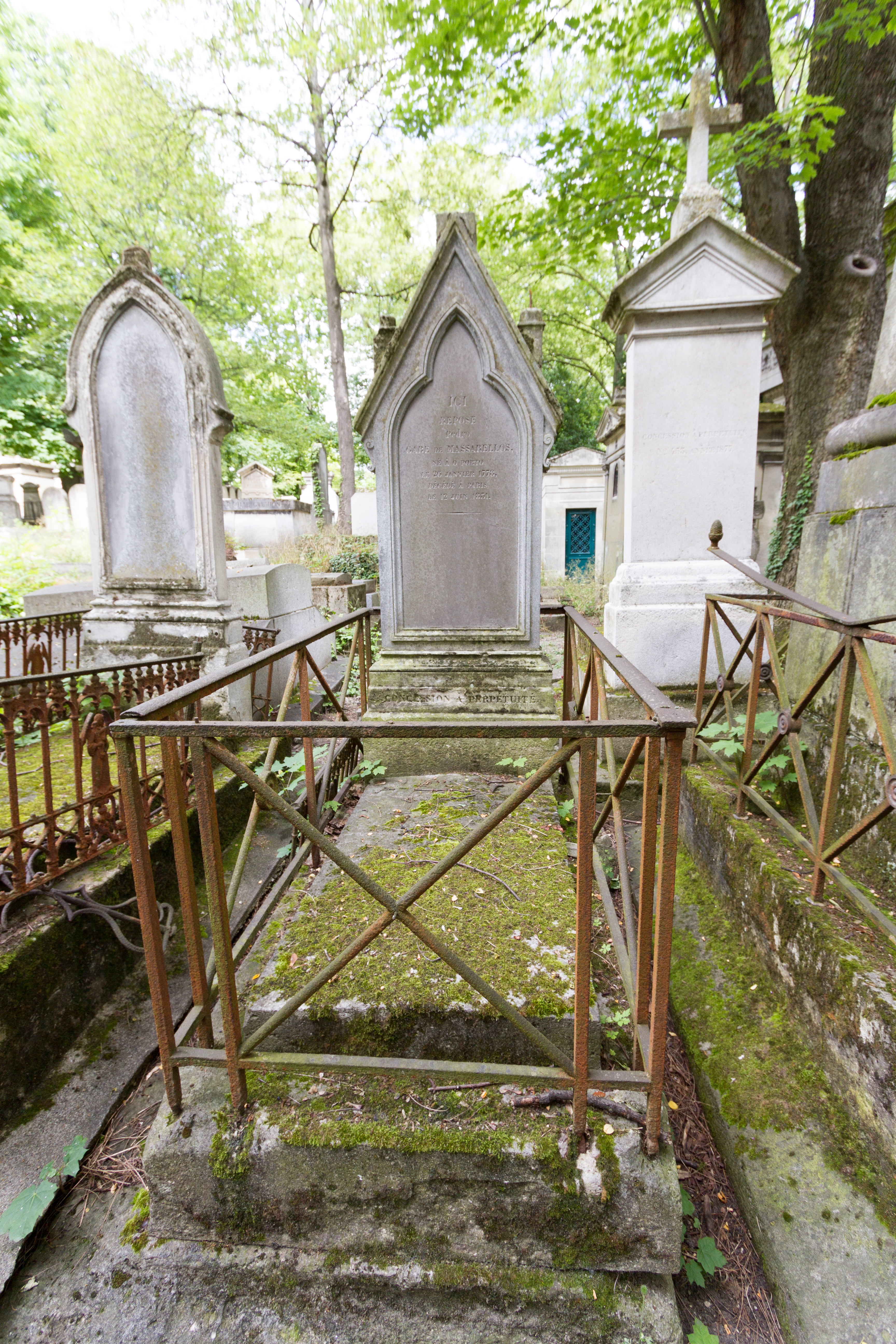
Grabmal für Pedro Gabe de Massarellos, Paris, Père Lachaise.

Pedro Gabe war der zweite Sohn des Kaufmanns Johann Gabe und dessen Gattin Franziska Felicia Hitchcock (1746–1820). Er hatte noch zwei Brüder und zwei jüngere Schwestern. Nach der Geburt in Portugal lebte er einige Jahre mit seiner Mutter in Porto, später für längere Zeit in Lissabon, London und Paris. Anschließend verlegte es seinen Wohnsitz nach Hamburg, wo sein Vater ein Handelshaus führte. Doch Gabe, der Literatur, Theater und schönen Frauen zugetan war, betätigte sich in den Folgejahren eher ungern im väterlichen Unternehmen, und so wurde sein jüngerer Bruder Heinrich nach dem Tod des Vaters schließlich dessen Geschäftsnachfolger.
Pedro Gabe war seit 1810 mit der aus Cremona stammenden Sophia Luisa Wilhelmina Lavezzari (1791–1887) verheiratet. Ihr Vater, Carlo Lavezzari, war als Kaufmann in Hamburg tätig. 1817 erhielt Gabe den Posten des königlich-portugiesischen Generalkonsuls bei den Hansestädten. Er folgte damit auf Duarte Nunes da Costa und Johannes Schuback als dritter portugiesischer Konsul in Hamburg. Gabe hatte gute Beziehungen zu portugiesischen Juden, die in Hamburg und Schwerin lebten. Dazu gehörte insbesondere die Familie Pardo, die sich auf den Handel in Mittelamerika und der Karibik spezialisiert hatte. 
Gabe beherrschte neben Portugiesisch auch Deutsch, Englisch, Französisch, Spanisch und Italienisch in Wort und Schrift. Schon in jungen Jahren schrieb er Gedichte in portugiesischer, englischer und französischer Sprache, die heute nicht mehr bekannt sind. Da er den Hamburgern seine Muttersprache näherbringen wollte, verfasste er 1809 eine Anthologie portugiesischer Schriftsteller mit dem Titel „Pequena crestomatia portuguesa“. Für das Werk, das im Verlag F. H. Nestler erschien, übersetzte Gabe erstmals teilweise das Gedicht Caramuru von José de Santa Rita Durão ins Deutsche. Außerdem erstellte er eine portugiesische Grammatik in französischer Sprache.
Pedro Gabe verstarb im Mai 1831 in Paris und wurde dort auf dem Friedhof Père-Lachaise beigesetzt.

## Familie
Mehrere Jahre nach dem Tod Gabes wurde dessen Ehefrau am 24. Juni 1842 zwangsweise in die Psychiatrie Illenau eingewiesen, wo Sophia Luisa Wilhelmina bis 1849 untergebracht war. Gemeinsam mit ihrem Neffen Adolf Ebeling brachte sie ihre Erlebnisse 1851 unter dem Titel Eine Mutter im Irrenhause. Beitrag zur Sittengeschichte unserer Zeit zu Papier. Dieser Fall, der auf Veranlassung von Gabes Witwe in Hamburg auch vor Gericht verhandelt wurde, wurde ab Beginn der 1850er Jahre deutschlandweit als „Illenauer-Psychiatrie-Skandal“ bekannt. Heinrich Heine, mit der Familie Gabe weitläufig verwandt, bezeichnete die Vorgänge in einem Brief an seine Mutter vom 7. Juni 1851 als „scandalose Geschichte“ und sah die Familie „mit Infamie bedroht“. Der Theaterschriftsteller Friedrich Wagener schrieb darüber im selben Jahr das Stück Eine Mutter im Irrenhause. Der Rechtsanwalt Carl Wilhelm Biesterfeld aus Hamburg veröffentlichte 1852 alle dazu vorhandenen Dokumente inklusive persönlicher Korrespondenz.
Pedro Gabe und Sophia Luisa Wilhelmina hatten drei Söhne und vier Töchter, darunter eine Tochter Maria (1820–1901). Sie heiratete Egas Barreto Moniz de Aragão. Ihr Ehemann stammte aus Bahia und war ein brasilianischer Diplomat.